# Acumontia pococki
Acumontia pococki is een hooiwagen uit de familie Triaenonychidae. De wetenschappelijke naam van Acumontia pococki gaat  terug op Roewer.